# Ludwigstor (Nürnberg)

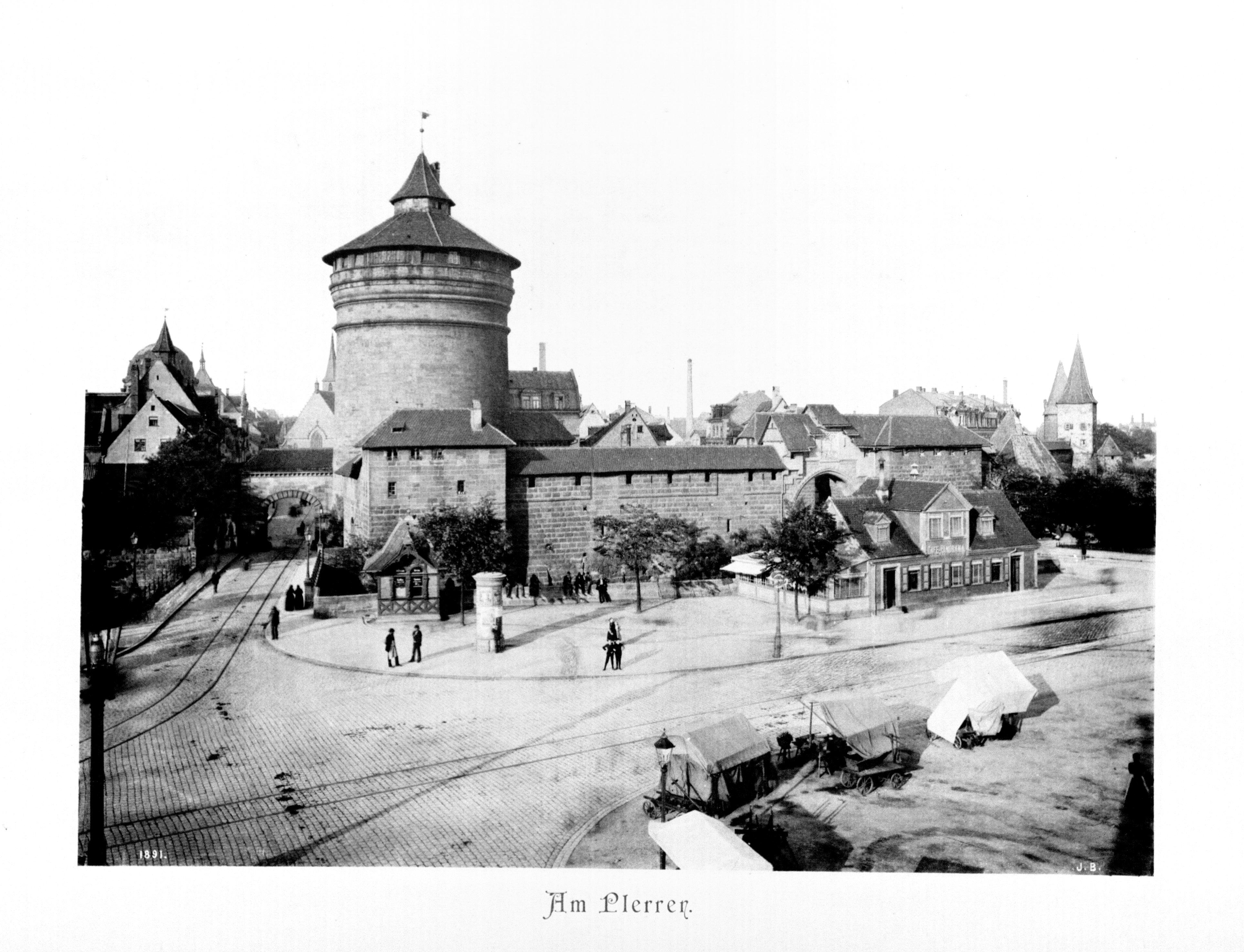
Das Ludwigstor (links vom Turm über die Straßenbahnschienen) 1891

Das Ludwigstor war ein Tor durch die Nürnberger Stadtmauer und ist heute einer der Hauptzugänge zur südwestlichen Nürnberger Altstadt.
Der mittelalterliche Mauerring wurde im 19. Jahrhundert zu eng, neue Durchlässe wurden angelegt. Zusätzlich zum Spittlertor wurde wegen des anwachsenden Verkehrs 1866 eine weitere Verbindung nach Gostenhof erforderlich. 
Ein Stadttor mit Rustika-Torbogen wurde errichtet und nach der nahen „Ludwigstraße“ benannt. Aufgrund des weiter steigenden Verkehrsaufkommens wurde es bereits 1893 wieder abgerissen.
Zwischen Ludwigstor und Fürther Tor erstreckt sich der Ludwigstorzwinger, auf dem sich bis zur Zerstörung des Tores im Zweiten Weltkrieg eine Gaststätte befand.